# 東仙台交番襲撃事件
東仙台交番襲撃事件（ひがしせんだいこうばんしゅうげきじけん）は、2018年9月19日に宮城県仙台市宮城野区東仙台2丁目の仙台東署東仙台交番で発生した警察官襲撃事件である。男が交番に侵入して警察官1名を刺殺、自身も別の警官に射殺された。

## 加害者・犯人X
犯人Xは身長163センチ、体重60キロ、市内の大学に通う大学生で、現場となった交番から南東700mの住宅地に家族4人で住んでいた。歴史学を専攻し、礼儀正しくて大人しく、家庭のトラブルなどもなかった。
エアガンは小学生の時から所持しており、近所で遊んだこともあった。また、庭に穴をよく掘っており、横1m・縦2m・深さ1.5mの人が埋まるくらいの巨大な穴を弟と一緒に何日もかかって掘り、そこに水を張ってXはそれを眺めてうっとりしていたという。また祖父母の家の庭にもXが掘った穴が沢山あった。
前日夜には自宅で家族と特に普段と変わった様子はなく食事をした。犯行後、家族も事件と容疑者Xが結び付かず困惑していたという。

## 事件の経緯

### 犯行
2018年9月19日の午前4時頃、仙台市宮城野区東仙台二丁目の宮城県警仙台東署東仙台交番にXは家族の使っていた自転車を使い訪れた。白いマスクと手袋を着用し、迷彩柄と灰色の二個のウエストポーチを身につけ、黒の半袖シャツに青いジーンズ姿で現れ、「現金を拾いました」と千円札を一枚差し出した。拾得物の手続きは一人で行うことになっていたことから、見張り室で勤務中だったA巡査長（33歳、死亡後警部補に二階級特進）が一人でXに対応した。
その直後Xはマシンガン型の連射式エアガンを使用しA巡査長の顔面に向けてプラスチック製BB弾を多数発射したとみられ、A巡査長が咄嗟に身を翻したところをXは刃渡り約20センチの剣鉈状の刃物で背後から左脇腹を刺し、さらに胸、腕、頭、肩をめった刺しにし、もみ合いの末に10カ所の刺し傷をつけた。そのうち左脇腹からの傷が心臓に達しておりこれが致命傷になった。
事件当時、交番には4名の警官がいたが2名が仮眠中で、執務室にはもう一人B巡査部長（47歳）がいた。巡査部長は怒鳴り声と「パンパンパン」という銃声のような音を聞き、異常事態に気づいて見張り室に入ったところ、A巡査長は血を流してうつ伏せに倒れており、床は血にまみれ数十発のBB弾や刃物の鞘、千円札の入った青いポリ袋が散乱していた。Xはこのとき、左手に全長20センチの刃物を、右手にモデルガンのようなものを手に倒れていた。
B巡査部長は「刃物を捨てろ」と警告したが、起き上がったXはエアガンを構えて向かってきたためB巡査部長は1発発砲、Xが応じずに向かってきたためさらに2発発砲した。弾丸は左右上腕と左脇の下に命中し、そのうち2発は貫通し、Xは倒れた。
通報を受けた仙台東署職員が現場に急行すると、そこには凄惨な光景が広がっており、壁には鮮血の飛沫が散り、血糊が付着したエアガンと刃物が転がっていた。また、A巡査長はエアガンで撃たれたことにより顔が赤く腫れあがり、10カ所以上の皮下出血があった。犯行時身につけていた二つのウエストポーチのうち一つには別のエアガン一挺とエアガン用弾倉数本。もう一つからはサバイバルナイフと折りたたみナイフが各一本、はさみ、工具用ドライバーが数本入っていた。また家宅捜査では他のエアガンも押収された。
A巡査長とXは共に市内の病院に搬送されたが、午前5時25分ごろまでにそれぞれ死亡が確認された。Xは左肺損傷が致命傷となり失血死したとみられる。

### 捜査
Xの両親はA巡査長が刺殺されたことを報道で知り、「交番を襲ったのは息子かもしれません。アウトドア用のナイフが家からなくなっていて胸騒ぎがしました」と取り乱した様子で、19日午前中に仙台東署を訪れた。後に両親からの相談を受けて歯型の鑑定を行い、X本人と断定された。
見張り室には防犯カメラなどはなく、A巡査長とXのやりとりや、刺されるまでの経緯などは分からなかった。凶器は刃渡り約20センチの剣鉈状の刃物で、致命傷となった左脇下からの刺し傷は心臓に達していた。A巡査長は交番勤務時に義務付けられる耐刃防護衣を着用していなかったが、致命傷は防護衣でも防げなかった可能性が高いとされている。
X宅からはエアガンや銃器関係の本も押収され、当初は警察官の拳銃を奪うのが襲撃の目的と考えられていたが、仙台地方検察庁は確たる証拠がなく拳銃狙いとは言い切れないと判断し、加害者Xは動機不明のまま書類送検・不起訴処分（被疑者死亡のため）となった。

## 事件の影響
東仙台交番は事件後業務を停止していたが、1ヶ月半後の11月1日に業務を再開した。宮城県警は本事件を踏まえて、下記の対策を取った。
- 交番内に防犯カメラがなかったことから事件の検証が難航したのを踏まえ、平成30年度内に県内の交番77カ所と駐在所144カ所の全てに防犯カメラを設置した。
- 交番内のレイアウトを変更し、施設の奥に侵入者が容易に立ち入れないようにした。加えて刃物から身を守る透明盾や催涙スプレーなどの備品を全施設に配備した。
- 前述の通り耐刃防護衣を着用していたとしても致命傷を防げなかった可能性があることから、防護衣の改良に向けた検討も始めた。
- 交番・駐在所勤務の警察官を増員し、駐在所の１人勤務を改めた。近隣の交番と駐在所でブロックを編成し、複数人でカバーする環境を整えている。

### 本事件発生前の類似事件
- 東村山署警察官殺害事件 - 1976年（昭和51年）に発生。警視庁東村山警察署管内の派出所（東村山市）で発生した警察官殺害・拳銃強奪事件（警察官1人死亡）。加害者は1988年に死刑が確定し、1995年に死刑執行。
- 勝田清孝事件 - 1982年（昭和57年）10月に発生。犯人の勝田清孝（2000年に死刑執行）は強盗目的で警察官から拳銃を強奪。その拳銃を用い、翌1983年1月に逮捕されるまでに連続強盗殺傷事件（警察庁広域重要指定113号事件）を起こした。
- 京都・大阪連続強盗殺人事件（警察庁広域重要指定115号事件） - 1984年（昭和59年）に発生。元警察官の男（1997年に死刑確定）が強盗に用いる拳銃を得るため、京都市内で警察官を襲って拳銃を強奪した上で射殺し、大阪市内の消費者金融で店員を射殺した。
- 中村橋派出所警官殺害事件 - 1989年に警視庁練馬警察署・中村橋派出所（東京都練馬区中村北）で発生した強盗殺人事件。同事件の加害者は拳銃を強奪するために派出所勤務中の警察官2人を襲撃・殺害したが、拳銃強奪は未遂に終わった。
- 東村山警察署旭が丘派出所警察官殺害事件 - 1992年（平成4年）に発生。派出所で勤務中の警察官1名が何者かに刺殺され、拳銃を強奪された。未解決事件のまま、2007年2月14日に公訴時効が成立。
- 河瀬駅前交番警察官射殺事件 - 2018年（平成30年）4月に発生。19歳の巡査（事件後に懲戒免職／2019年に懲役22年が確定）が上司である巡査部長から「嫌がらせをされている」と思い込み貸与された拳銃で巡査部長を殺害後、拳銃を所持したまま逃走。
- 富山市奥田交番襲撃事件 - 2018年6月に発生。元陸上自衛官の男が警察官を刺殺して拳銃を奪い、付近の小学校にいた警備員1人を射殺した。

### 本事件発生後
- 富山市池多駐在所襲撃事件 - 2019年（平成31年）1月に発生。
- 吹田警察署千里山交番警察官襲撃事件 - 2019年（令和元年）6月に発生。元海上自衛官の男が虚偽の110番通報を行い、交番から出動しようとした警察官1名を襲撃後、拳銃を強奪した。被害者の警察官は一時意識不明に陥ったが、後に回復して職務復帰した。